# Ninja Striker!
『Ninja Striker!』（ニンジャストライカー！）は、日本のインディーゲームスタジオQ-Cumber Factoryが開発したアクションゲーム。iOS、Nintendo Switch、Steam向けに配信されている。
本稿では、本作と同じくQ-Cumber Factoryが開発し、共通のキャラクターや類似システムを用いているアクションゲーム『Ninja Smasher!』（ニンジャスマッシャー！）についても記述する。この『Ninja Smasher!』は、初出のiOS版以外は『Ninja Striker!』よりも先に発売されている。

## 概要
天狗にさらわれた姫を救うため、主人公の忍者が冒険を繰り広げる作品。ドット絵で描かれたサイドビューの各ステージを忍者がスピーディーに進んでいくゲームスタイルを特徴としている。作品内では、2012年にQ-Cumber Factoryがリリースしたローグライクゲーム『Rogue Ninja』で使用されたプログラムソースやグラフィックが活用されている。
本作を開発していた2013年当時のスマートフォン用横スクロールアクションゲームは、画面上の仮想ボタンをタップして操作するものや自動で走り続ける主人公にジャンプなどをさせるだけのものが主流だったが、前者は操作性に難があり後者は深いゲーム性を出しにくいとされていた。本作では、それらと異なるアプローチとして、画面の任意の場所をタップすると操作キャラクターがその場所に素早く突進するというシステムを採用している。

## システム
各ステージは横スクロールで進行し、ステージ終点に浮かぶ球体を破壊すればステージクリアとなる。
iOS版では画面をタップすると忍者が移動（空中をタップした場合はジャンプ）する。ジャンプ中に再度ジャンプする2段ジャンプが可能で、ジャンプ中に敵を攻撃した際にはさらにもう一度ジャンプできるようになる。壁や天井に飛びつくとその場に留まることができる。
敵にある程度近づくと敵の周囲にフォーカス枠が表示され、この敵をタップする（またはコントローラの攻撃ボタンを押す）と、忍者が敵に突進し攻撃する。敵を倒した時点で別の敵にフォーカス枠が表示されていればさらに突進して連続攻撃を行う。連続攻撃やステージ内に配置された小判を連続で取得した回数はコンボ数としてカウントされ、この数が上昇するほど一度に得られる得点が増加する。コンボ数は忍者が地面などの地形に足をついた時点で0に戻る。
iOS版では、ステージ内で得た小判で能力強化用アイテムを購入でき、課金により一定額の小判を入手する要素もある。

## 操作キャラクター
iOS版では、初期段階では「にんじゃ」のみだったが2013年6月25日配信の更新データVer.1.0.2より他のキャラクターが追加された。iOS版以外では初めから全員が含まれている。
- にんじゃ - 標準的な能力を持つ。
- くのいち - 移動速度が速く攻撃力が低い。突進時には姿を消しダメージを受けない。
- くさりがま - 敵との距離に関係なくフォーカス枠が表示される。発射したくさりがまを壁や天井に当てるとそのままぶら下がることができる。
- ロボにんじゃ - 攻撃力が高く移動速度が遅い。2度目のジャンプで一定時間飛行できる。フォーカス枠が表示されるまでの距離が短め。

## Ninja Smasher!
『Ninja Smasher!』（ニンジャスマッシャー！）は、Q-Cumber Factoryが開発し、iOS、ニンテンドー3DS、Steam、Nintendo Switch向けに配信されている。
ニンテンドー3DS版は、発売元のPUMOの破産により2017年4月に配信が一旦停止したが、同年5月1日より発売元をフライハイワークスに移管した上で配信が再開された。
Indie Stream Award 2014において審査員特別賞を受賞した。

### システム
本作は、前作のようなステージクリア型ではなく、広大なマップを探索する、いわゆる「メトロイドヴァニア」の形式を採用している。探索の中で手に入る各種アイテムの活用により行動範囲を広げることができる。
操作キャラクターは、iOS版は「にんじゃ」のみで、iOS版以外では「にんじゃ」のほか、ゲームクリア後に「くさりがま」「くのいち」「ロボにんじゃ」が選択可能になる。基本アクションは前作とおおよそ共通しているが、2段ジャンプは「しのびのわらじ」、壁や天井への飛びつきは「しのびのこて」「ぎんのこて」の入手後に可能となる。

### 主なアイテム

#### 装備アイテム
各キャラクター固有の武器のほか、以下の装備アイテムがある。iOS版では画面上に3つまでセットできる。
「しゅりけん」「ばくだん」は消耗品で、店で一定数をまとめて購入できる。一方、各種の「じゅつ」は「SP」のゲージを消費し使用する。SPは時間経過により少しずつ自然回復する。
しゅりけん
手裏剣を投げて遠方の敵を攻撃できる。
ばくだん
爆弾を投げて攻撃する。岩を破壊することもできる。
かとんのじゅつ
炎を放って攻撃する。ろうそくに灯をともす効果もある。
ふうじんのじゅつ
風の刃を放って攻撃する。張られた紐を切る効果もある。
すいとんのじゅつ
周りに水のバリアを発生させる。ろうそくの炎を消す効果もある。

#### 特殊アイテム
以下のアイテムは入手時点から自動的に効果を発揮する。
しのびのわらじ
一度にジャンプできる回数が増加する。にんじゃとくさりがまは2段ジャンプ、くのいちは4段ジャンプ、ロボにんじゃは一定時間飛行し続ける「ブーストひこう」が可能になる。
かぜのスカーフ
やわらかいブロックに攻撃を当てて破壊できるようになる。
しのびのこて
壁に掴まることができるようになる。
ぎんのこて
天井に掴まることができるようになる。
いのちのもと / ひでんのまきもの
それぞれHPとSPの最大値がアップする。